# Vega del Codorno
Vega del Codorno község Spanyolországban, Cuenca tartományban. Vega del Codorno Cuenca községgel határos. Lakosainak száma 143 fő (2024).

## Népesség
A település népessége az utóbbi években az alábbiak szerint változott:
| Lakosok száma | 218  | 214  | 187  | 172  | 179  | 149  | 151  | 129  | 130  | 143  |
|               | 2001 | 2004 | 2006 | 2009 | 2011 | 2014 | 2016 | 2019 | 2021 | 2024 |